# 小梨站
小梨站（日语：／ Konashi eki */?）是屬於東日本旅客鐵道（JR東日本）大船渡線沿線的鐵路車站，位於岩手縣一關市千廐町。本站位於JR東日本盛岡支社的管轄範圍內，並由氣仙沼車站代為管理。

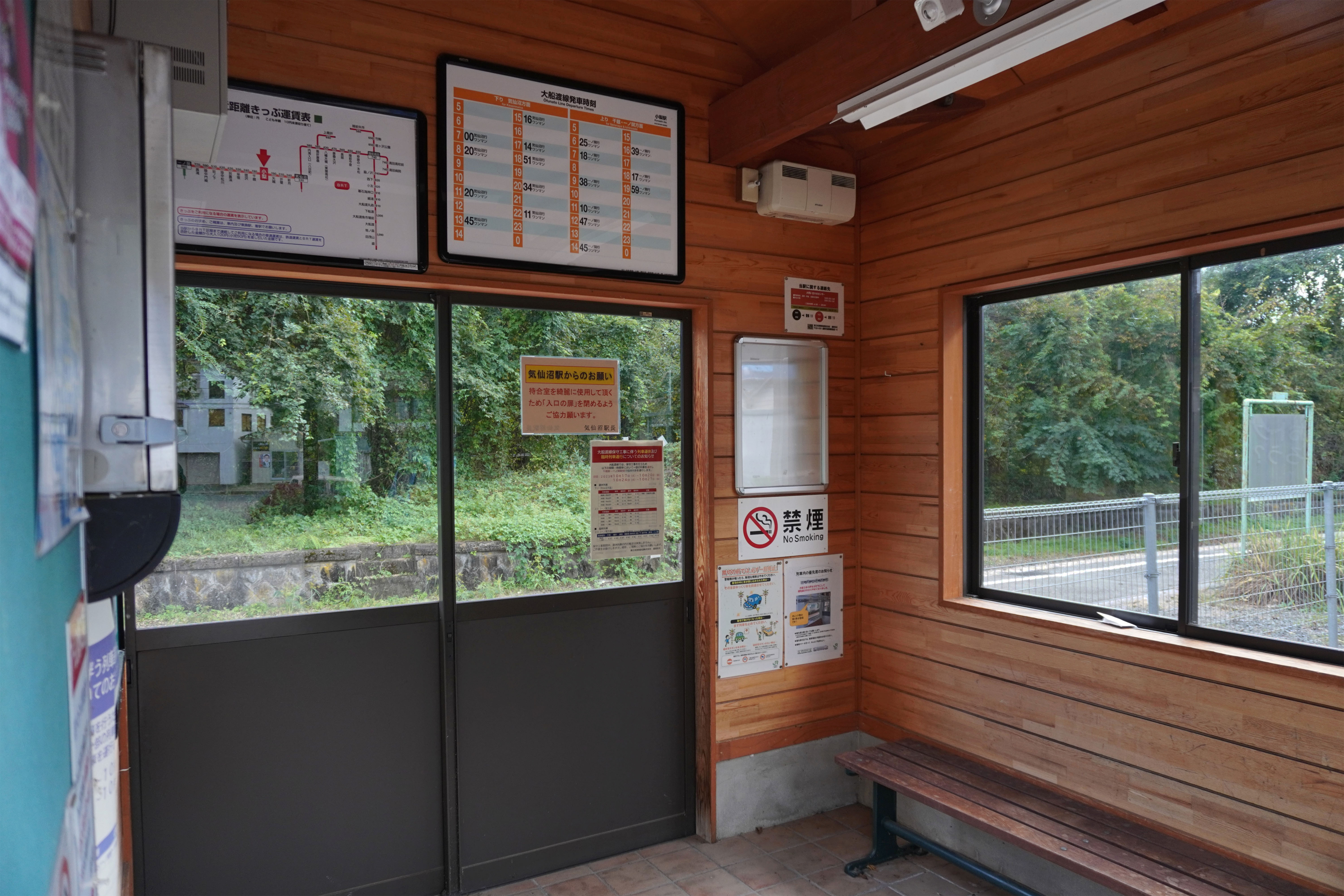
候車室內（2023年10月）

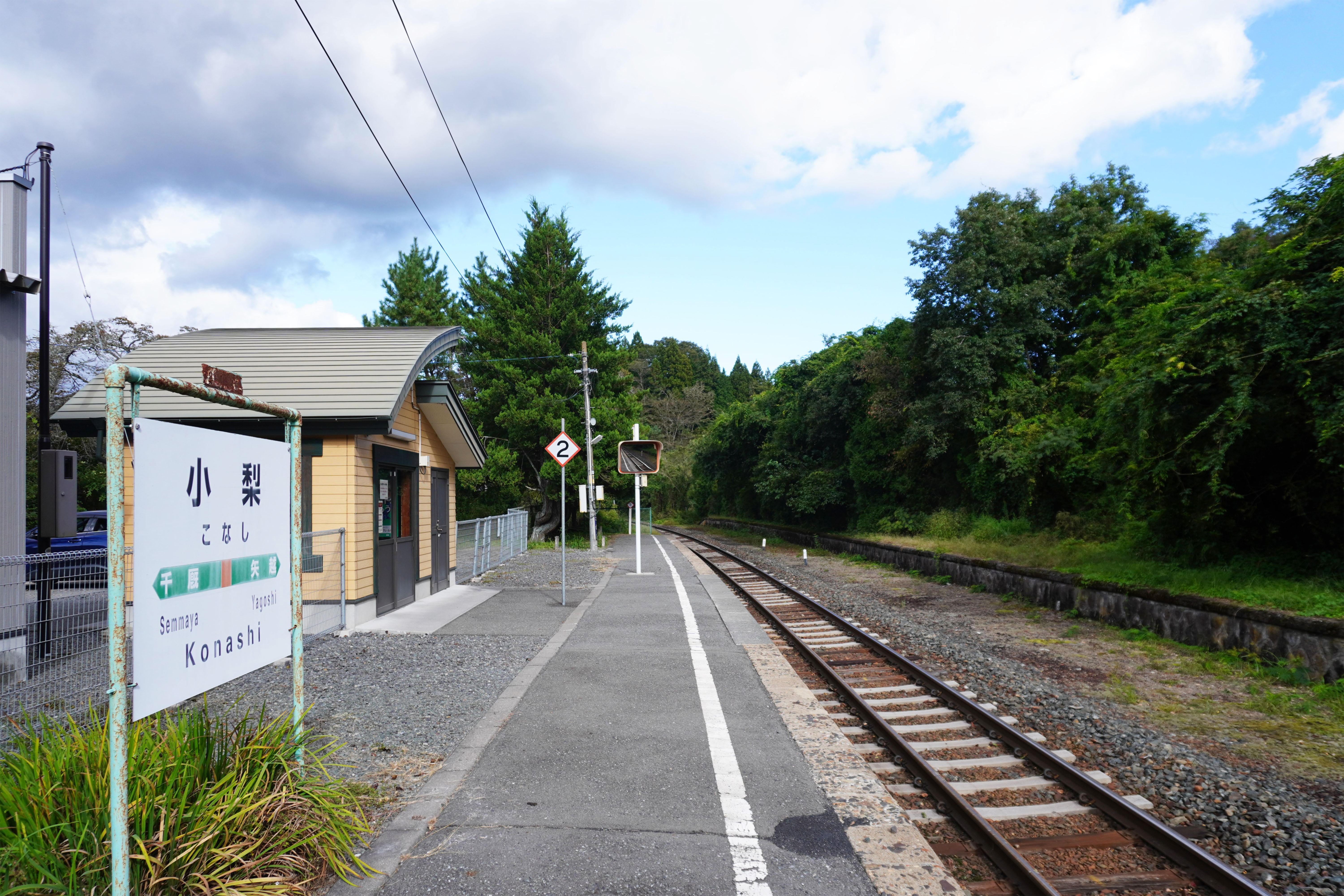
月台（2023年10月）

## 車站構造
本站為設有一座側式月台的地面車站，站內無站員駐守。

## 車站週邊
- 清田台遺跡
- 國道284號

## 歷史
- 1928年9月2日 - 設站。
- 1987年4月1日 - 日本國鐵分割民營化後成為JR東日本的車站。
- 2006年10月 - 站房改建。

## 相鄰車站
東日本旅客鐵道
■大船渡線
千廄－小梨－矢越

## 外部連結
- JR東日本－小梨站 （页面存档备份，存于）（日語）

38°55′57.78″N 141°23′3.98″E / 38.9327167°N 141.3844389°E